# Run - Fuga d'amore
Run - Fuga d'amore (Run) è una serie televisiva statunitense creata da Vicky Jones, trasmessa dal 12 aprile al 24 maggio 2020 su HBO. Vede come protagonisti Merritt Wever e Domhnall Gleeson, e uno dei produttori esecutivi è Phoebe Waller-Bridge, che collabora spesso con Jones. L'episodio pilota di Run è stato diretto da Kate Dennis. In Italia è stata trasmessa su Sky Serie il 6 giugno 2022. Nel luglio 2020 HBO ha cancellato la serie dopo una stagione.

## Trama
Ruby Richardson si allontana dalla sua vita ordinaria in periferia per rivivere il suo passato con Billy Johnson, il suo ragazzo ai tempi del college. I due avevano fatto un patto 17 anni prima: se uno di loro avesse scritto un messaggio con la parola "RUN" ("SCAPPA") e l’altro avesse risposto con la stessa parola, allora avrebbero abbandonato tutto per incontrarsi alla Grand Central Station e viaggiare insieme per l'America.

## Episodi
| Stagione       | Episodi | Prima TV USA | Prima TV Italia |
| -------------- | ------- | ------------ | --------------- |
| Prima stagione | 7       | 2020         | 2022            |

## Personaggi e interpreti

### Principali
- Ruby Richardson, interpretata da Merritt Wever, doppiata da Alessia Amendola.
Una donna che cerca di reinventarsi.[6]
- Billy Johnson, interpretato da Domhnall Gleeson, doppiato da Marco Vivio.
Life guru di successo.[7]

### Ricorrenti
- Laurel Halliday, interpretata da Phoebe Waller-Bridge, doppiata da Rossella Acerbo.
Una donna che Ruby e Billy incontrano durante il loro viaggio.[5][7]
- Laurence Richardson, interpretato da Rich Sommer.
Marito di Ruby.[5]
- Babe Cloud, interpretata da Tamara Podemski, doppiata da Guendalina Ward.
Investigatrice della polizia.[5]
- Fiona, interpretata da Archie Panjabi.
Ex assistente personale di Billy[5].
- Ryan Everwood, interpretato da Shaun Brown.
Investigatore della polizia.
- Scooter Richardson, interpretato da Jake Bover.
Figlio di Ruby.
- Daniel, interpretato da Kelsey Flower.

### Guest
- John, interpretato da Stephen McKinley Henderson
- Marjorie, interpretata da Annie Golden
- Hunter Richardson, interpretato da Maxwell Simkins
- Mary Dixie, interpretata da Deirdre Lovejoy
- Derek, interpretato da Saamer Usmani

## Accoglienza

### Critica
Il sito web di recensioni Rotten Tomatoes ha registrato un indice di gradimento dell'84% con una valutazione media di 7,04 / 10, sulla base di 38 recensioni. Il consenso critico del sito web afferma che "anche se non sempre si riescono a sostenere i ritmi frenetici di Run, il suo stravolgimento tagliente dei cliché della commedia romantica risulta piacevole per tutta la durata della stagione, grazie alle performance appassionanti di Merritt Wever e Domhnall Gleeson." Su Metacritic ha un punteggio medio ponderato di 74 su 100, basato sulle recensioni di 21 critici, indicate come "generalmente positive". Alan Sepinwall di Rolling Stone ha elogiato le due performance centrali, delle quali soprattutto quella di Wever ha ricevuto il plauso della critica. Sepinwall ha scritto che "l'attrazione tra loro è abbastanza palpabile da poter sostenere questo strano miscuglio di commedia sessuale e thriller di Alfred Hitchcock ".